# Loïe Fuller
Pour les articles homonymes, voir Fuller.
Loïe Fuller, nom de scène de Mary Louise Fuller, née à Hinsdale le 22 janvier 1862 et morte à Paris 8e le 2 janvier 1928, est une danseuse d'origine américaine et l'une des pionnières de la danse moderne ; elle est célèbre pour les voiles qu'elle faisait tournoyer dans ses chorégraphies de danse serpentine et pour ses talents de metteuse en scène.

## Biographie
Loïe naît de Deliah et Reuben Fuller à Fullersburg (qui deviendra Hinsdale, dans la banlieue de Chicago, au nord des États-Unis). Elle a une excellente mémoire et dit avoir été capable de répéter sans faute un poème écouté une seule fois.

### Danseuse et metteuse en scène
Loïe Fuller commence sa carrière à l'Academy of Music à Chicago. Elle apparaît pour la première fois sur scène en exécutant de la danse classique sans la moindre formation en danse.
Loïe Fuller se forme dès l'âge de 16 ans aux danses burlesques. C’est en tant que comédienne qu’elle découvre sa vocation, le soir du 16 octobre 1891, lors de la création de la pièce Quack Medical Doctor à Holyoke, dans le Massachusetts. Revêtue d’une longue chemise de soie blanche, elle improvise de grands mouvements pour interpréter une femme sous hypnose. Le public réagit alors spontanément en s’écriant « Un papillon !... Une orchidée !... ». Cette nouvelle danse intégrant l'amplitude de la jupe dans le mouvement a été initiée dans les music-halls au Royaume-Uni, notamment par Kate Vaughan dès 1873. L'artiste aurait trouvé cette idée grâce à une robe de danseuse de nautch que lui a envoyée une amie. Elle s'inspire aussi des derviches tourneurs. 
Loïe Fuller valorisera davantage la jupe dans sa première chorégraphie, la Danse serpentine, créée au Park Theatre de Brooklyn, à New York, le 15 février 1892, qui connaît un succès considérable. Sa démarche artistique est alors copiée par des concurrentes. Bon nombre des premières séquences d’images filmées les présentent. Elle part en Europe, accompagnée de sa mère, d'abord en Allemagne. Installée ensuite à Paris, elle est remarquée et engagée aux Folies Bergère par le directeur artistique Édouard Marchand. Elle devient l'une des artistes les plus importantes et les mieux payées dans le monde du spectacle. Par sa liberté d’invention, elle est la première à réaliser des scénographies d’un genre dont les grands théoriciens de la scène moderne, Edward Gordon Craig et Adolphe Appia, avaient rêvé, qui considéraient la lumière comme un élément fondamental de la représentation. L’avènement de l’éclairage électrique et l'imagination créatrice de Fuller suscitent une révolution dans les arts de la scène.
Tournoyant sur un carré de verre éclairé par-dessous, sculptée par les faisceaux de dizaines de projecteurs latéraux, noyée dans des flots (parfois des centaines de mètres) de tissu léger, Fuller, métamorphosée par la couleur, emplit l’espace scénique de ses formes lumineuses en mouvement. Dans certaines de ses pièces, des miroirs stratégiquement placés et des jeux d’éclairages savamment étudiés démultiplient son image à l'infini.
L'avant-garde artistique, les symbolistes, Mallarmé qui la considère comme l’incarnation même de l’utopie symboliste, résume ainsi l’impression que sa danse lui fit : « ivresse d’art et, simultané, accomplissement industriel ». Elle réussit à susciter l’admiration de tous les publics par son art démocratique, comptant parmi ses amis et admirateurs : Jean Francis Auburtin, Rodin, Lautrec, Jules Chéret, Georges Rodenbach qui lui consacra plusieurs pages élogieuses, Rupert Carabin, l’astronome Camille Flammarion (elle fut membre de la société d'astronomie), Hector Guimard et les Curie. Elle rencontre ces derniers après leur avoir demandé s'ils pouvaient l'aider à confectionner un costume phosphorescent à base du radium qu'ils viennent de découvrir, leur offrant un spectacle privé pour les remercier de leur réponse négative mais pédagogique. Elle monte ensuite un spectacle intitulé la danse du radium.
Seules de rares artistes dont Jane Avril avaient osé le solo dansé sans corset, jouant presque exclusivement de ses bras (à l'opposé de la danse académique où tout part des pieds). Par ses mouvements amples, sinueux et continus, elle inaugure une ère nouvelle.
Loïe Fuller rencontre l'inventeur américain Thomas Edison qui lui fait découvrir les rayons X. Fuller participe à l'Exposition universelle de 1900 à Paris dans son propre « théâtre-musée ». À cette occasion, elle fait découvrir en France la troupe japonaise de Sada Yacco. Elle fonde son école de danse et part en tournée dans différents pays du monde (Egypte, Belgique, etc.). Elle incarne sur scène le personnage de la reine Salomé, mais c'est un échec.
Elle déposa un total de dix brevets et copyright, principalement reliés à ses accessoires (sels phosphorescents qu'elle élabore elle-même et applique sur ses costumes) et dispositifs d’éclairage[réf. nécessaire]. Elle fait également breveter son costume de danse en 1894, un mécanisme d'effets scéniques, un dispositif de réflexion pour la scène, etc. La justice américaine refuse de lui accorder la protection de sa danse serpentine par des droits d'auteur et son travail imité et plagié à diverses reprises. 
Son succès ne fut pas éphémère, mais en tant que danseuse elle fut éclipsée en 1902 par Isadora Duncan, sa compatriote, qu’elle contribua à faire connaître en Europe. Malgré une longue et impressionnante carrière, elle fut pratiquement oubliée du grand public après sa mort, mais devint rapidement une référence dans l'histoire de la danse, marquant un point d'articulation entre le music-hall, la performance et la danse moderne.

### Vie privée
Fuller a été brièvement mariée, à partir de 1889, au colonel William Hayes, un riche agent immobilier, cousin du Président Rutherford B. Hayes. L'époux a financé la compagnie et une tournée dans les Caraïbes la même année. Mais après avoir découvert que le colonel Hayes était déjà marié à une autre femme, Fuller a porté plainte pour bigamie en 1892. Ensuite, il semble que Fuller se soit exclusivement tournée vers des amours lesbiennes. Elle noua une relation amoureuse avec l'une de ses admiratrices, Gabrielle Bloch, dite « Gab », qui fut aussi son impresario. À partir de 1905, les deux femmes vivent ensemble, Gab devenant aussi l'associée de Fuller et lui écrivant quelques scénarios. Dans ces années d'avant 1914, les deux femmes mènent une vie extrêmement libre, en s'intégrant au cercle de Natalie Barney, poétesse et salonnière ayant œuvré à créer un groupe de femmes artistes et lesbiennes, une nouvelle Mytilène à Paris : elles fréquentent Romaine Brooks, Eileen Gray ou encore Damia. Fuller et Bloch auront partagé leurs vies durant vingt-trois ans, jusqu'à la mort de la danseuse.
Ses cendres reposent à Paris au columbarium du Père-Lachaise (case n°5382).

## Œuvres et créations

### Chorégraphies

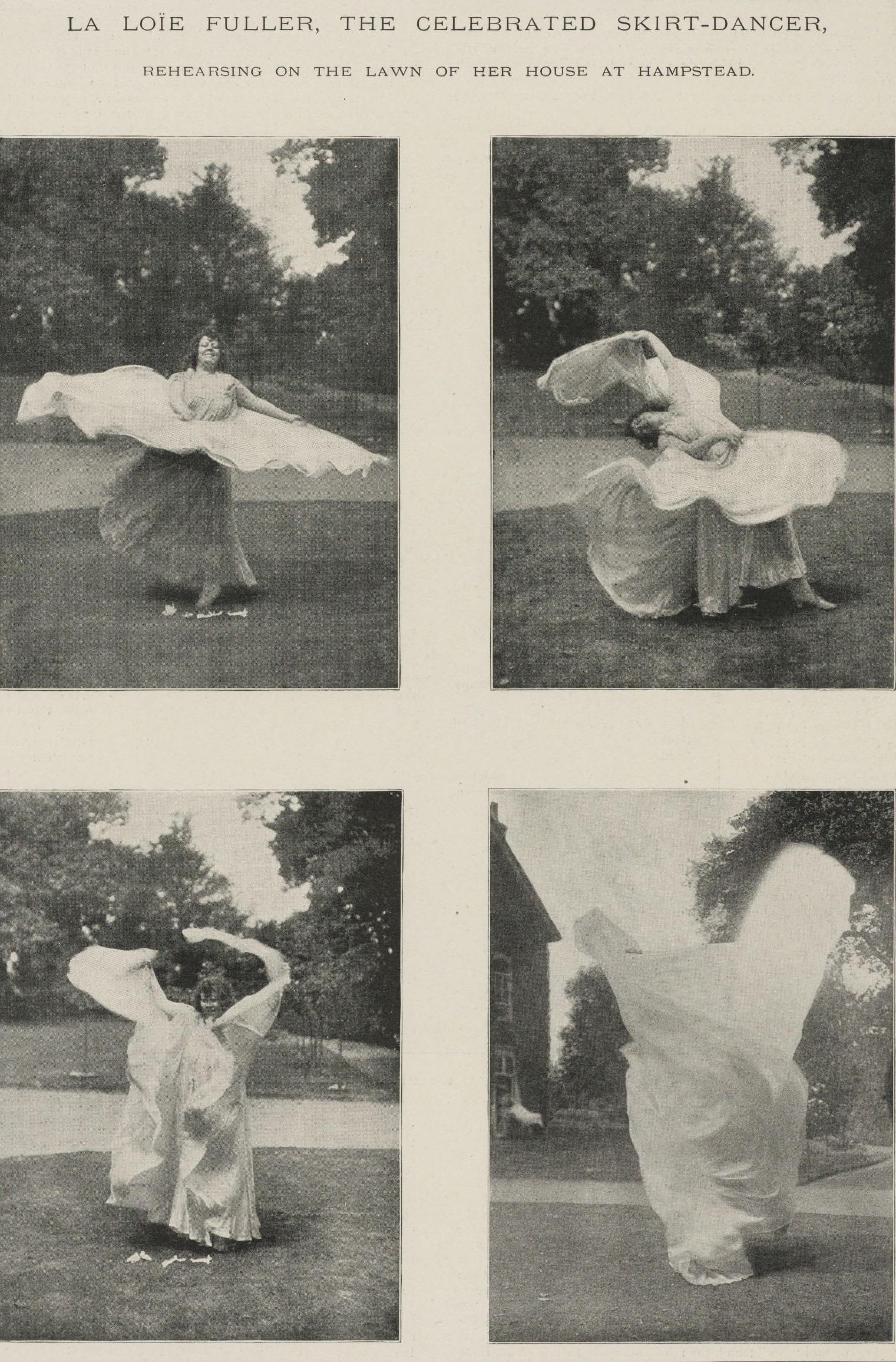
Loïe Fuller répétant dans le jardin de sa maison à Hampstead (vers 1900).

- Danse serpentine (1892)
- Danse fluorescente (1901)
- Danse ultra violette[10]
- Danse du radium[10]
- La Dame phosphorescente (1903)
- La Tragédie de Salomé (1907)

### Publications
- Roger Marx (ill. Pierre Roche), La Loïe Fuller, Paris, 1904, 23 p. (lire en ligne sur Gallica).
- Loïe Fuller (trad. le prince Bojidar Karageorgevitch, préf. Anatole France), Quinze ans de ma vie, Paris, Librairie Félix Juven, 1908, 288 p. (lire en ligne sur Gallica).
- Loïe Fuller (trad. le prince Bojidar Karageorgevitch, préf. Anatole France, Giovanni Lista), Ma Vie et la danse, suivie de Écrits sur la danse, Paris, L'Œil d'or, 2002, 196 p. (ISBN 9782913661042).
- Ré-édition : Quinze ans de ma vie, Paris, Mercure de France, coll. « Le Temps retrouvé », 2016, 288 p.  (ISBN 978-2-7152-4336-1).

## Mémoires et hommages
Fuller publie ses Mémoires en 1908, qui sont réédités en 2002 par Giovanni Lista, avec d’autres textes inédits, sous le titre Ma Vie et la danse. Giovanni Lista lui a par ailleurs consacré un long essai biographique : Loïe Fuller, danseuse de la Belle Époque. Le livre donne également lieu au tournage de deux films : Loïe Fuller et ses imitatrices, réalisé par Giovanni Lista, avec une seconde version augmentée et Cinema e danza, réalisé par Marzia Conti.

### Arts

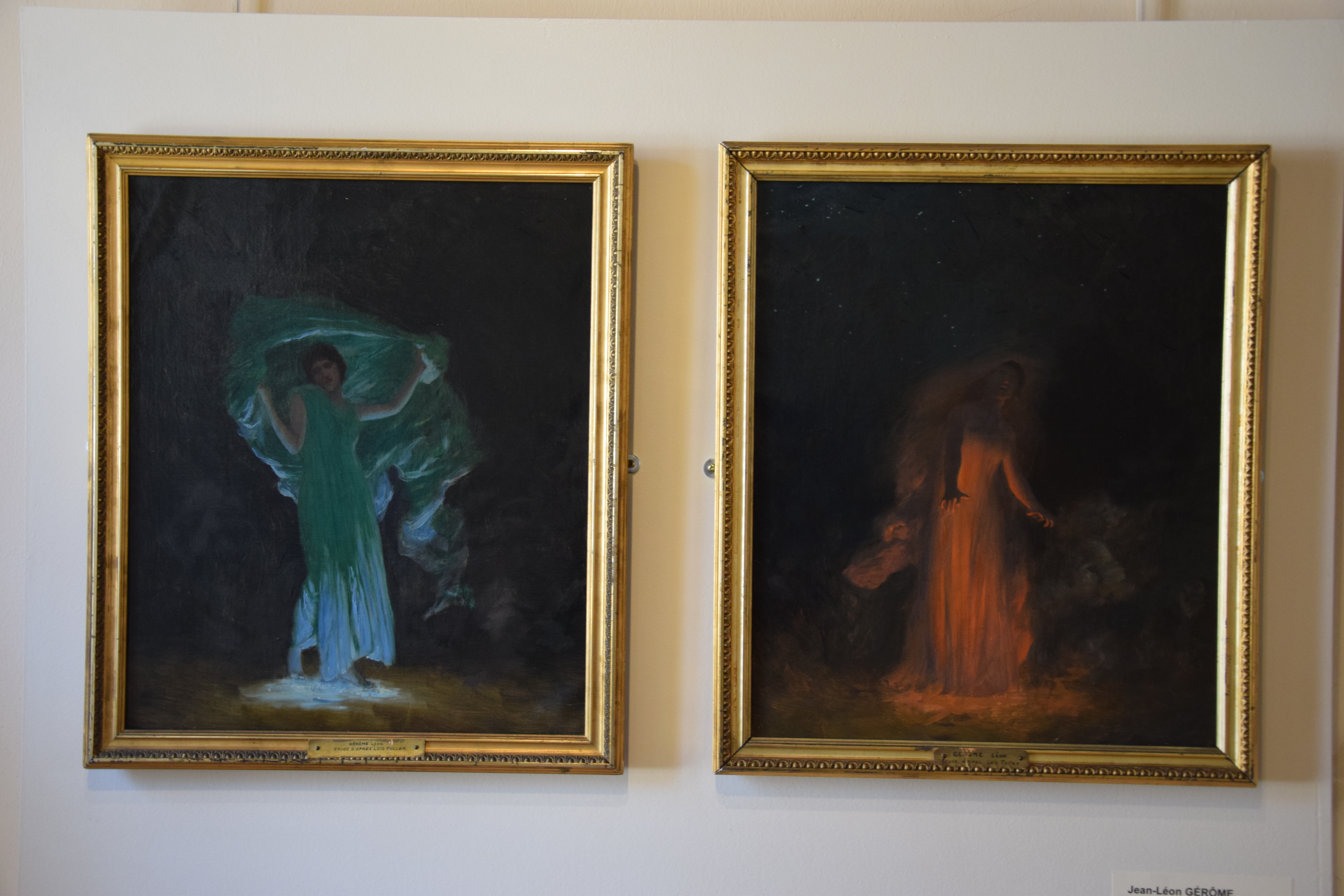
Les deux tableaux de Gérôme.

- L'artiste Jean-Léon Gérôme réalisa deux toiles vers 1893 représentant la danseuse en voile. Ces œuvres sont exposées au musée Jean-Léon Gérôme de Vesoul.

### Cinéma
- Dans le film de Claude Pinoteau Les Palmes de monsieur Schutz (1997), Suzanne Andrews interprète Loïe Fuller qui danse 30 secondes une « danse de la science » au cours d'un dîner chez Pierre et Marie Curie.
- La Danseuse, film de Stéphanie de Giusto avec Soko dans le rôle de Loïe Fuller (la danseuse), Lily-Rose Depp (Isadora Duncan) et Mélanie Thierry (Gabrielle Bloch)[20]. Le film prend cependant certaines libertés avec l'histoire intime de Loïe Fuller : Di Giusto a choisi de gommer la relation amoureuse lesbienne entre Fuller et Gabrielle Bloch et d'inventer une romance avec un personnage masculin fictif, Louis d'Orsay (joué par Gaspard Ulliel). Ce choix est critiqué dans la presse[21],[22],[23].

### Musique
- Barbara évoque Loïe Fuller dans sa chanson Fragson.
- La chanteuse Juliette évoque Loïe Fuller dans sa chanson Rimes féminines
- La chanteuse américaine Taylor Swift rend hommage à Loïe Fuller pendant le Reputation Stadium Tour, durant l'interprétation de la chanson Dress, issue de son sixième album studio, Reputation[12]. En effet les danseuses qui l'accompagnent portent des robes avec de longs voiles, semblables à celles portées par Loïe Fuller à l'époque, et dansent à sa manière.

## Galerie

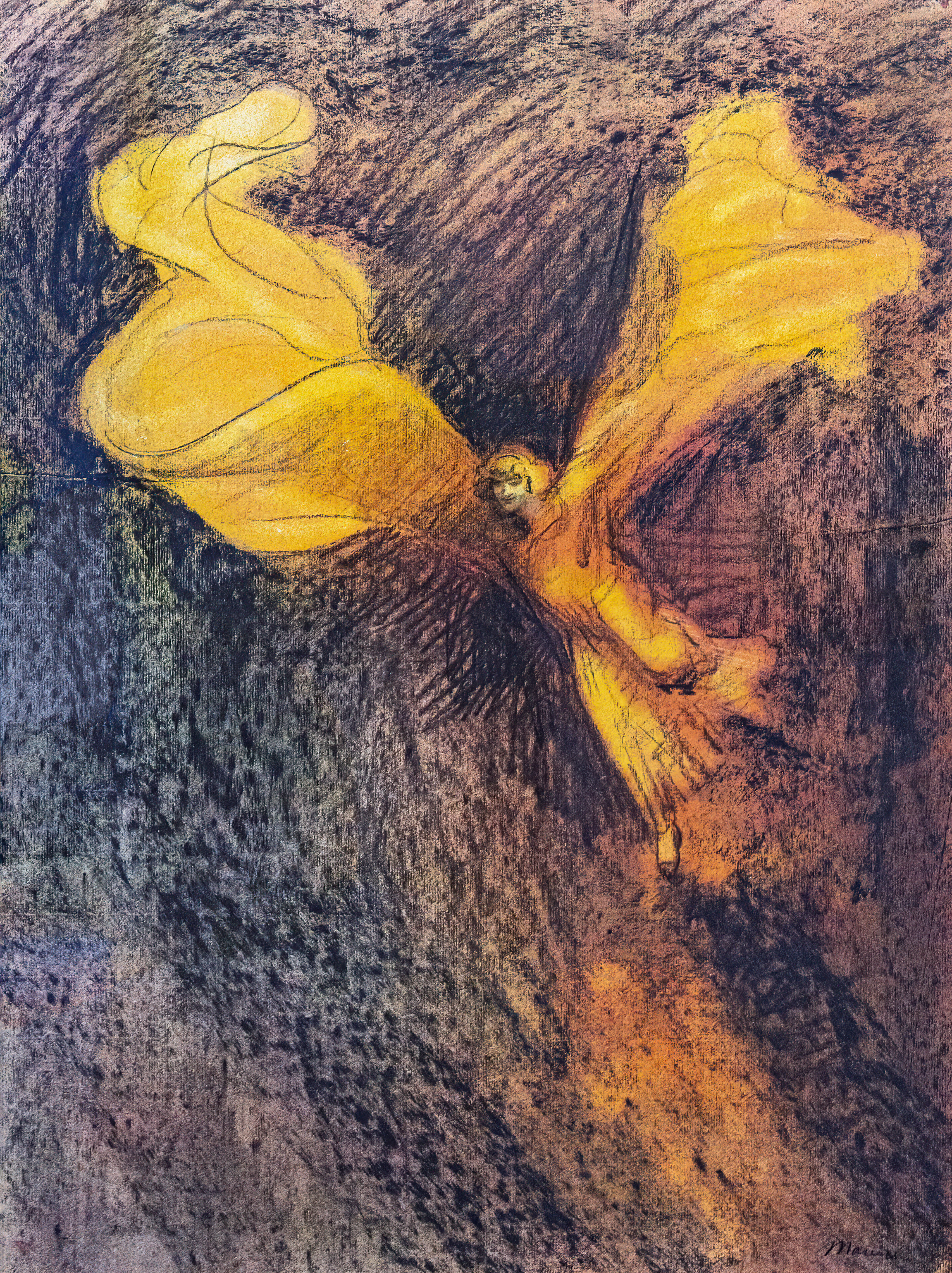
Loïe Fuller (robe orange) (~1895), Charles Maurin
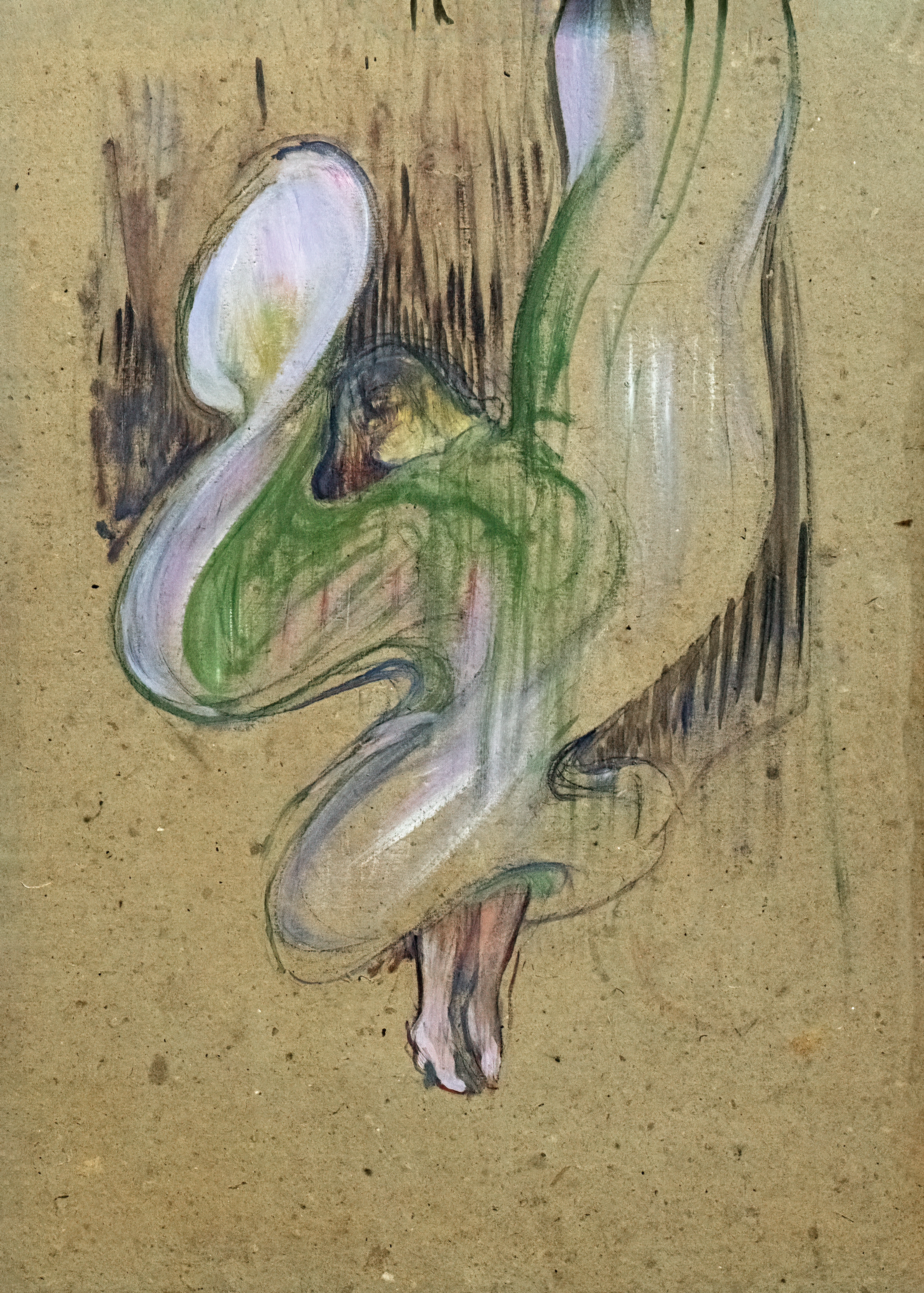
La Loïe Fuller aux-Folies-Bergère 1893 Musée Toulouse-Lautrec
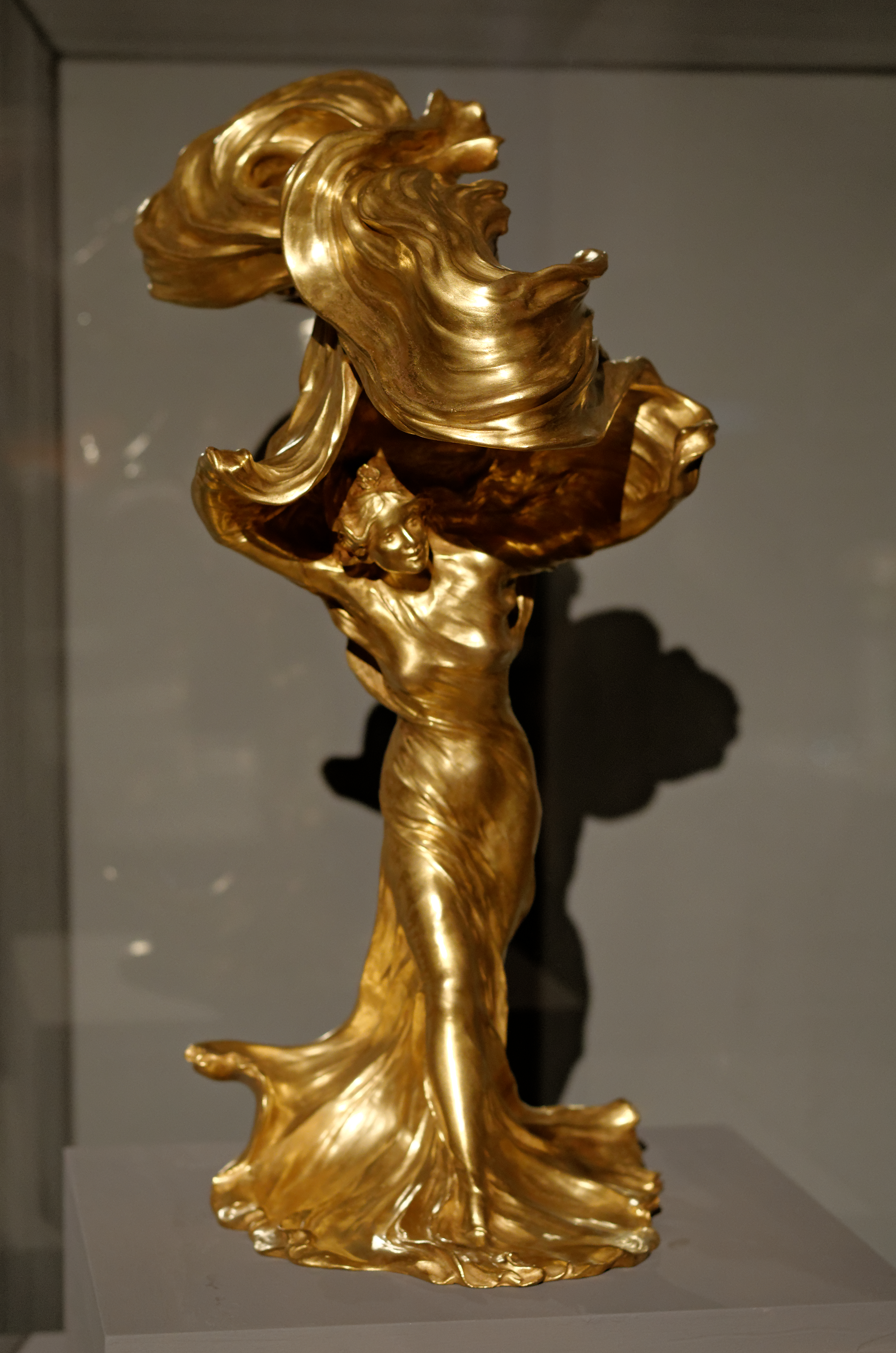
François-Raoul Larche, La Danseuse Loïe Fuller (1900), bronze[24].
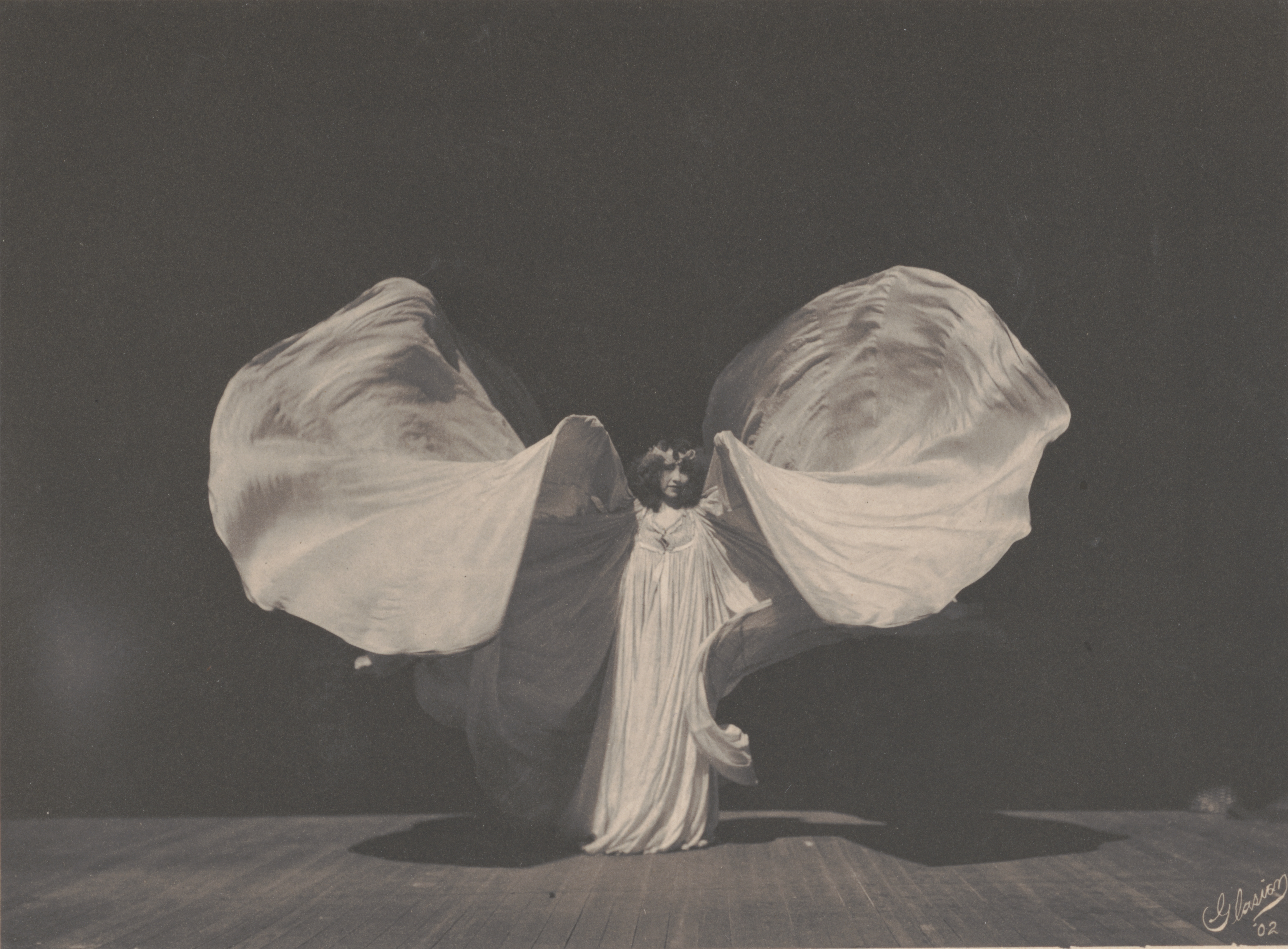
Frederick Glasier, Portrait de Loïe Fuller (1902), photographie.
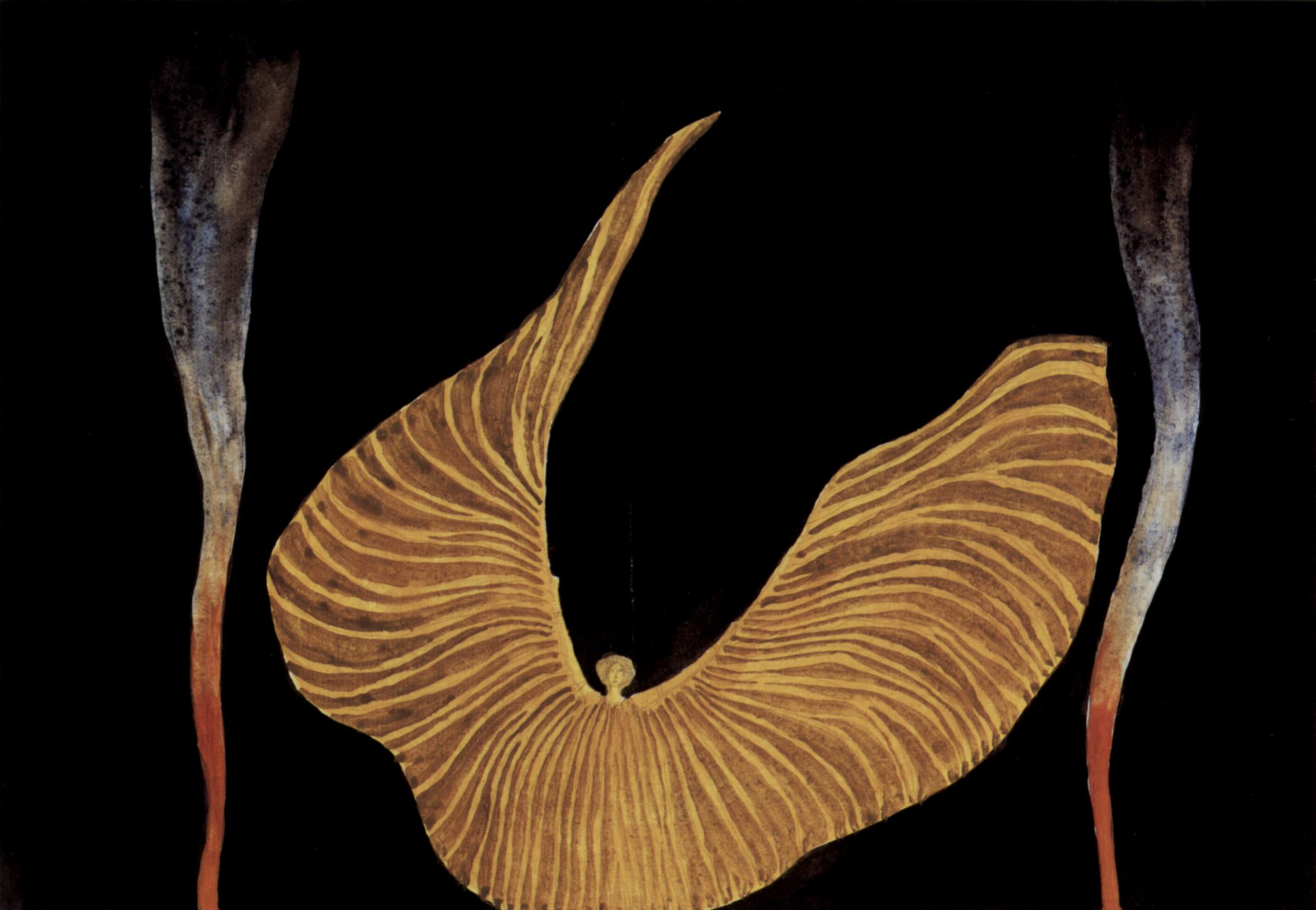
Koloman Moser, La Danseuse Loie Fuller (vers 1910), aquarelle, Vienne, musée Albertina.
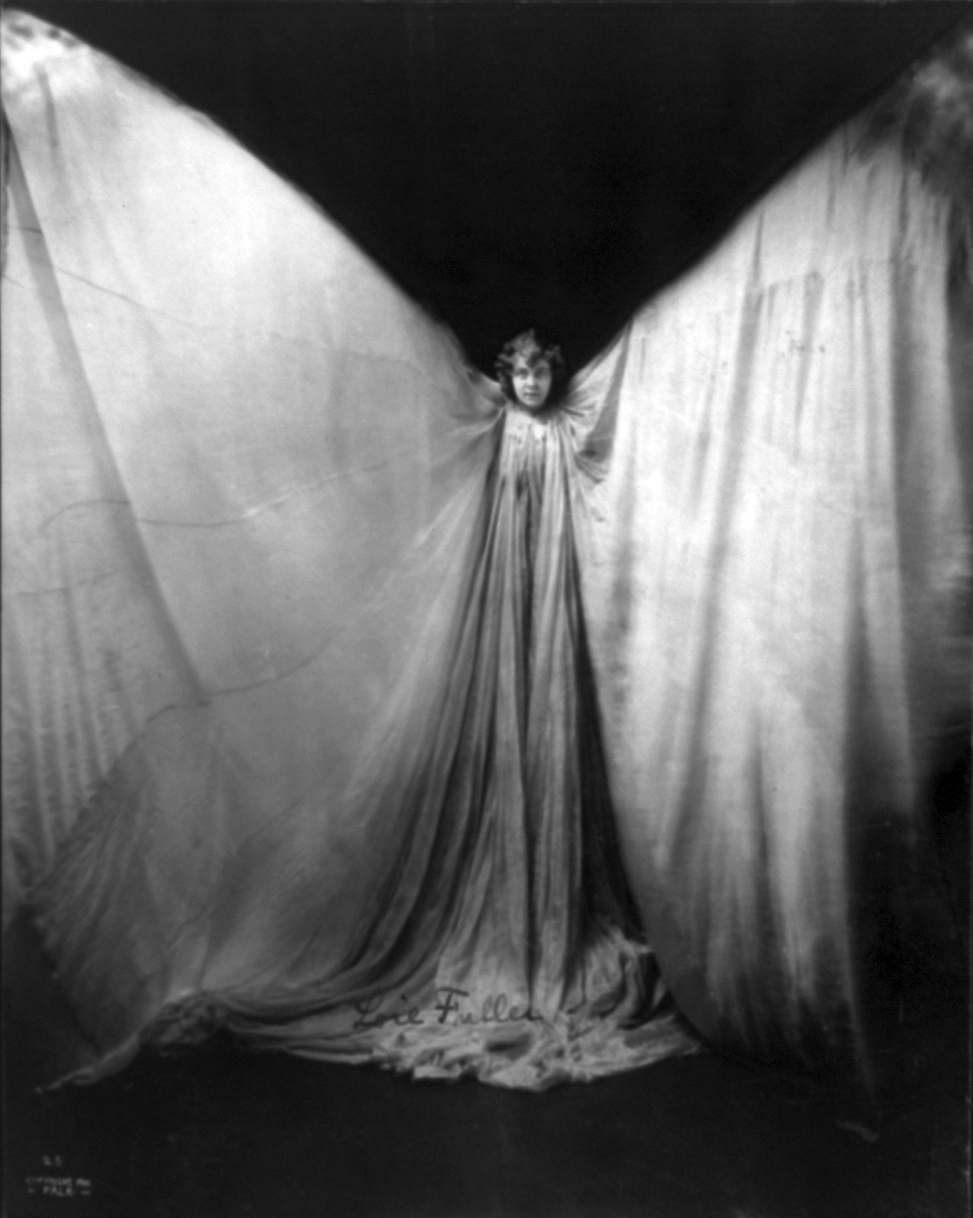
Loïe Fuller (1901)

## Iconographie
- Les féeries fantastiques de la Loïe Fuller aux Champs-Élysées, affiche lithographique de Paul Colin, 1925.

Affiche de Jean de Paleologue
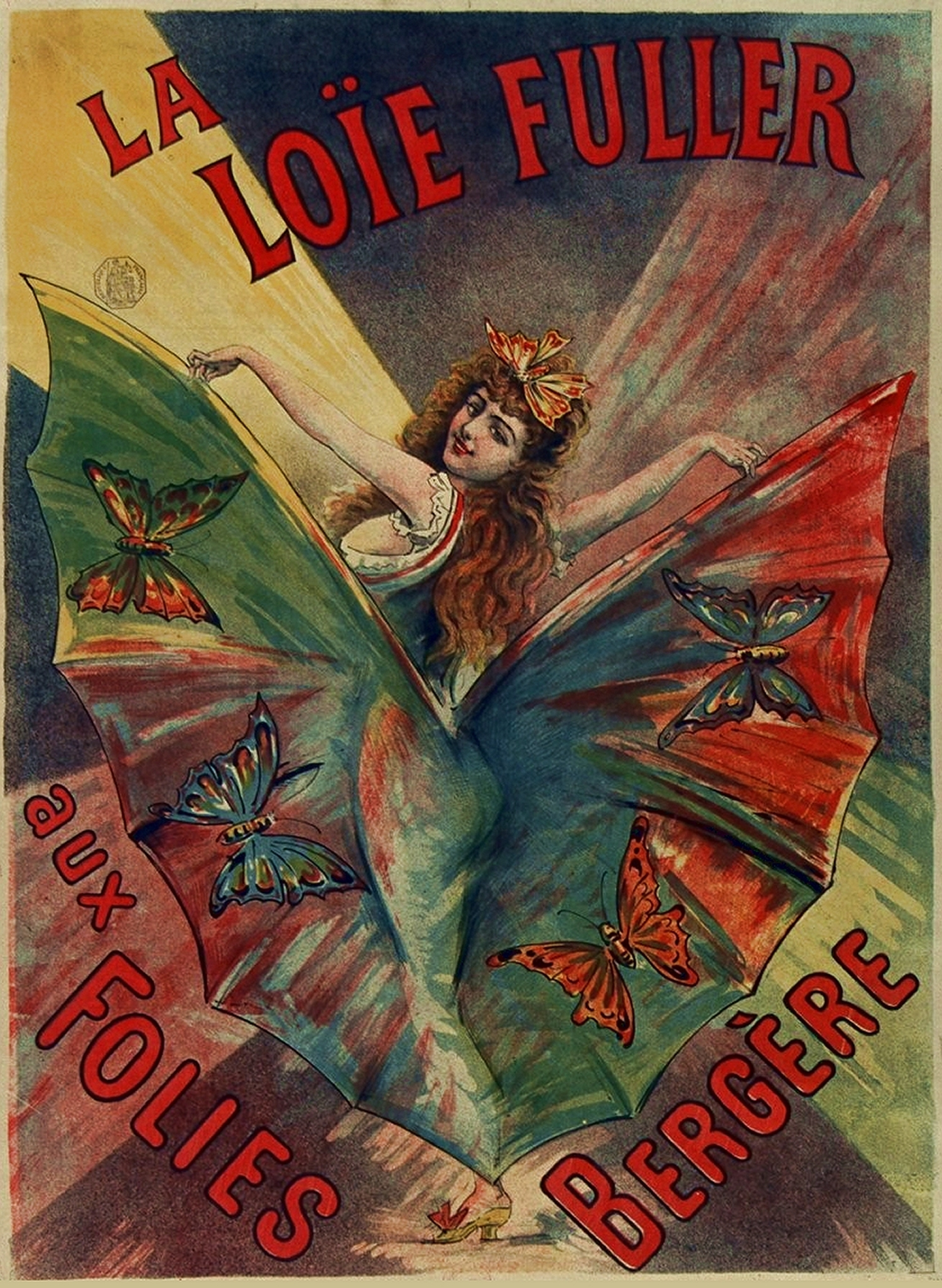
Affiche de Georges de Feure
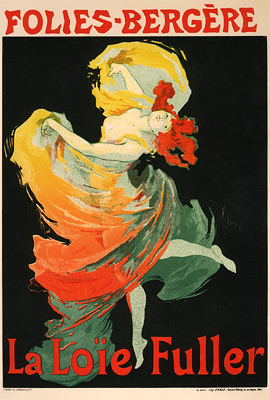
Affiche de Jules Chéret
Affiche de Jean de Paleologue
Affiche de Georges Meunier
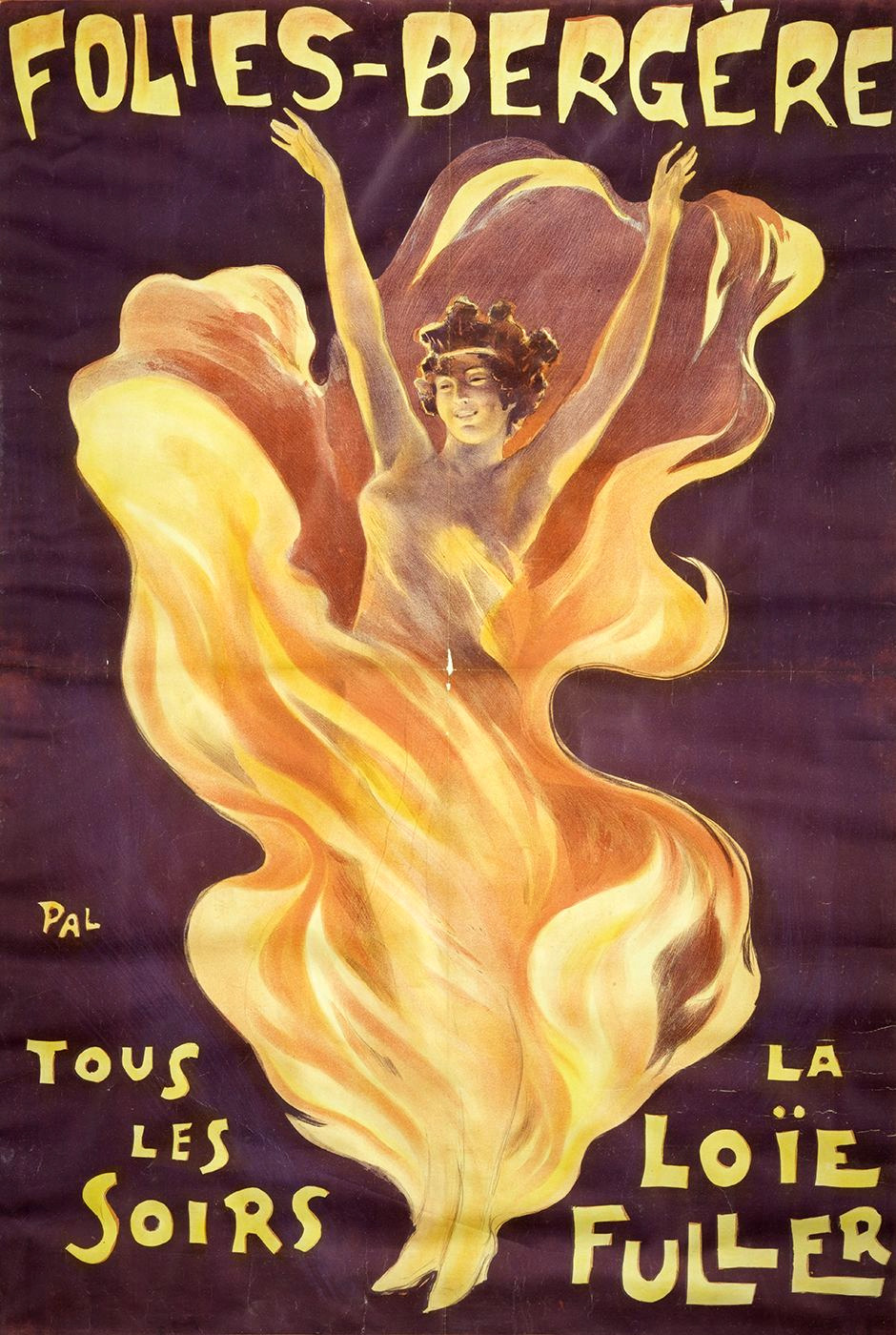
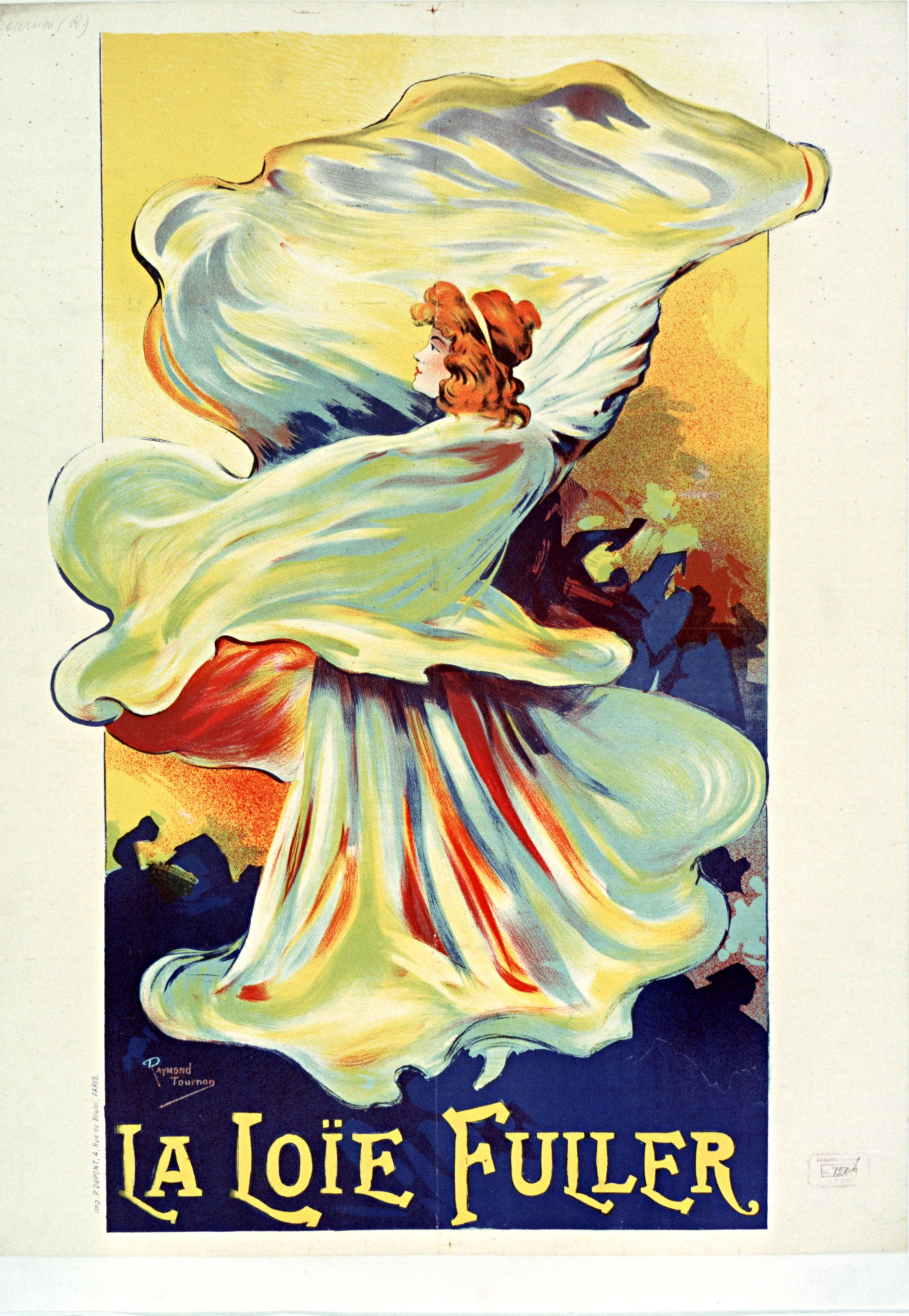
Affiche de Raymond Tournon
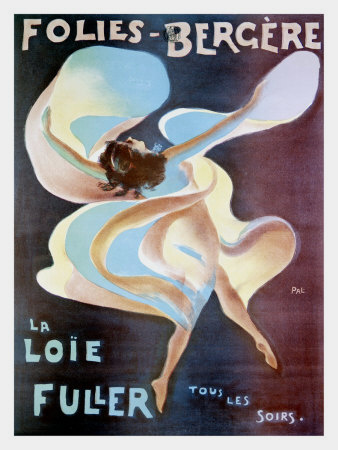
Affiche de Jean de Paleologue
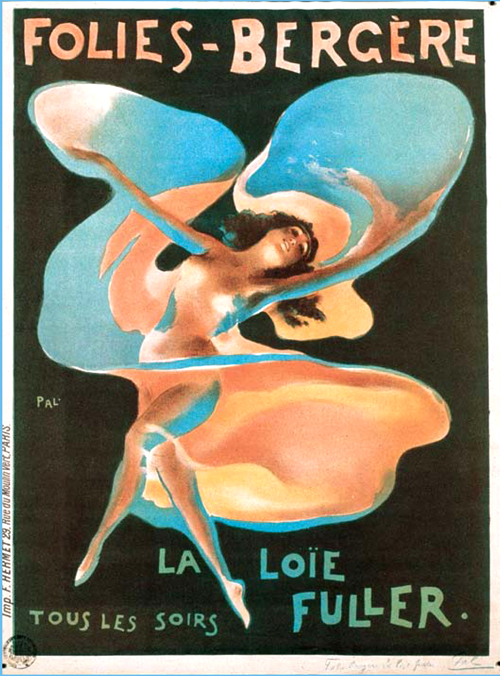
Affiche de Jules Chéret